# Рокский перевал
Рокский перевал (осет. Ручъы ӕфцӕг, груз. როკის უღელტეხილი) — горная седловина в центральной части Главного Кавказского хребта.
Расположен между вершинами Резахох (Ресы-Хох) и Сохс. Перевал соединяет реку Закка и ущелье Санат на севере с рекой Рокдон и селением Верхний Рук на юге.

## История
В декабре 1917 года Юго-Осетинский национальный Совет по решению II съезда делегатов Южной Осетии поручил Рутену Гаглоеву, Николаю Кудухову и Иналу Собиеву изыскать средства для строительства перевалочной дороги через Рокский перевал. Инал Собиев получил средства в Батуми и вывез в Южную Осетию в четырёх вагонах 1000 пудов динамита, 850 пудов скального пороха, 700 пудов английской стали для буров и различные строительные инструменты. Для работы были наняты несколько сот китайцев-строителей. В районе села Хвце со стороны Грузии были начаты строительные работы, которые были прекращены с приходом к власти грузинских меньшевиков. Во второй половине 1920-х годов Рутен Гаглоев написал новый проект Рокской дороги и в 1930-е годы приступил в её строительству, которое было прекращено с началом Великой Отечественной войны.
В 1931 году академик Ф. Ю. Левинсон-Лессинга проводил геологические исследования на перевале. В возрасте 70 лет, он в сопровождении жены, перешёл через перевал, чтобы лично изучить трассу предполагаемой горной дороги.
В 1950-е годы через Рокский перевал был проложен туристический маршрут всесоюзного значения «Через Рокский перевал» (1-й категории трудности). Начальным пунктом был г. Владикавказ. Далее тропа вела через перевал в Юго-Осетинскую АО. Зачётная часть маршрута: Алагир — Цей — Зарамаг — Рокский перевал — Джава — Гори.
В 1974 году был утверждён план строительства Транскавказской автомагистрали. В 1976 году начались взрывные работы. 4 ноября 1981 года в Рокском тоннеле состоялась сбойка. 
В 1985 году в ходе сооружения Траскавказской автомагистрали под Рокским перевалом был проложен 4-километровый Рокский автомобильный тоннель, который соединил Северо-Осетинскую АССР РСФСР и Юго-Осетинскую АО Грузинской ССР. Рокский тоннель выполняет стратегически важную функцию связующего звена между республикой Северная Осетия (Россия) и частично признанной Южной Осетией.

## В искусстве
- В фильме Лео Бакрадзе «Единой отчизны звучанье…» (1983 г.) есть сцена приезда на Рокский перевал дочери и внучки П. Н. Яковлева, трагически погибшего в 1960 году инженера-изыскателя из Ленинграда.